# Focke-Achgelis Fa 223
Focke-Achgelis Fa 223 Drache (niem. Smok) – niemiecki śmigłowiec wielozadaniowy z okresu II wojny światowej.

## Historia

Silnik Bramo 323 eksponowany w MLP w Krakowie

Śmigłowiec wielozadaniowy Fa 223 był kontynuacją założeń wykorzystanych przy budowie poprzedniej konstrukcji profesora Focke – Focke-Wulfa Fw 61. Elementem nośnym tych maszyn były dwa wirniki umieszczone na końcach kratownicowych ramion umieszczonych na bokach kadłuba. Były one napędzane przez silnik umieszczony w kadłubie. Układ dwuwirnikowy umożliwiał rezygnację ze śmigła ogonowego.
Pierwszy prototyp nowej maszyny Fa 223V1 był napędzany silnikiem BMW Bramo 323D o mocy stałej 620 KM. Przeszedł trwające przeszło 100 godzin próby naziemne. Po ich zakończeniu 3 sierpnia 1940 roku odbył pierwszy lot, pilotowany przez Karla Bode. Próby przebiegały bez większych trudności. Kontynuowano je w ośrodku badawczym w Rechlinie. Tam 26 października 1940 roku prototyp osiągnął maksymalną prędkość 182 km/h przy masie w locie 3705 kg. Kilka dni później osiągnął prędkość wznoszenia wynoszącą 528 m/min, a także pułap 7100 m. Wyniki te zadecydowały o zamówieniu przez Ministerstwo Lotnictwa Rzeszy 100 egzemplarzy śmigłowca. 30 pierwszych planowano wykorzystać do prób i eksperymentów.

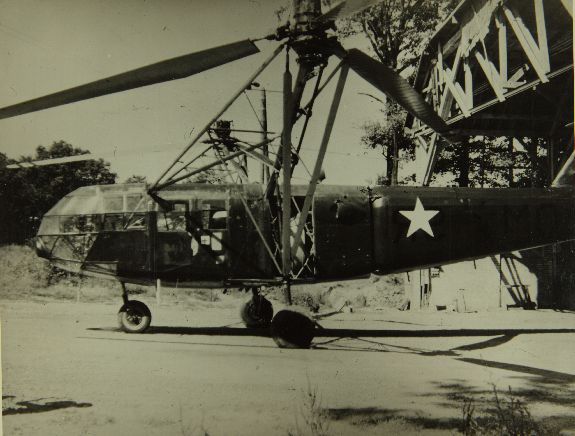
Zdobyczny Fa 223 podczas testów w USA

Drugi prototyp Fa 223V2 uległ katastrofie w lutym 1941. Miał on całkowicie oszklony nos i okienka na bokach kadłuba. Trzeci prototyp Fa 223V3 miał być wzorcem dla wersji Fa 223E. Była to maszyna wielozadaniowa – możliwy był montaż wyrzutników bombowych, dodatkowych odrzucanych zbiorników paliwa oraz wciągarki ratowniczej. Prace nad nową konstrukcją zostały zahamowane w czerwcu 1942. Zakłady Focke-Achgelis w Delmenhorst zostały zbombardowane przez brytyjskie lotnictwo. Zniszczeniu uległy prototypy i siedem gotowych egzemplarzy Fa 223E-0. Zakłady przeniesiono do Laupheim. Do lipca 1944 zbudowano tam siedem śmigłowców Fa 223E-0. Maszyny te przeszły próby m.in. w warunkach górskich. Wypróbowano możliwości transportu zaopatrzenia w różnych warunkach pogodowych. Śmigłowiec zebrał entuzjastyczne opinie. Reakcją Ministerstwa Lotnictwa Rzeszy, był rozkaz rozpoczęcia produkcji w liczbie 400 maszyn miesięcznie. Miała się ona odbywać w budynkach portu lotniczego Berlin-Tempelhof. Wykonano tam kilka egzemplarzy. Do dalszej produkcji brakowało maszyn, materiałów i pracowników – koniec wojny przekreślił wszelkie plany produkcji śmigłowca.

## Służba
Trzy sprawne śmigłowce Fa 223E-0 weszły w skład jedynej jednostki śmigłowcowej Luftwaffe – 40 Eskadry Transportowej (Transportstaffel 40). Od początku 1945 roku bazowała ona w Mühldorfie w Bawarii. W kwietniu 1945, została ona przebazowana do Aigen w Styrii. Miała być ona częścią tzw. twierdzy alpejskiej (Alpenfestung). Tam jednostkę zastał koniec wojny.
Pierwszy egzemplarz zbudowany w Berlinie-Tempelhof, został na specjalny rozkaz Hitlera skierowany do Gdańska (lotnisko Pruszcz Gdański). Cel lotu nie jest do końca znany. Wyprawa trwała od 26 lutego 1945 do 9 marca 1945. Śmigłowiec wykonał w tym czasie m.in. misję ratowniczą. Uratował pilota Messerschmitta Bf 109, który lądował przymusowo w burzy śnieżnej. Maszyna przebyła 1675 km w czasie 16 godzin i 25 minut.

## Warianty
Śmigłowce Fa 223 miały być produkowane w pięciu wersjach:
- Fa 223A - dla marynarki wojennej do zwalczania okrętów podwodnych. Uzbrojona w dwie bomby lotnicze SC 250 lub w dwie bomby głębinowe.
- Fa 223B - rozpoznawcza
- Fa 223C - ratownicza, wyposażona w elektryczną wyciągarkę i krzesełko zamocowane na 30 m linie.
- Fa 223D - transportowa.
- Fa 223E - wariant szkolno-treningowy

## Konstrukcja
Kadłub śmigłowca zbudowany był na bazie kratownicy z rur stalowych, krytych w części środkowej blachą duralową. Pozostałe części kryte były płótnem. W kabinie mieścił się fotel pilota i składany fotel obserwatora. Wirniki nośne umieszczone były na dwóch stalowych wysięgnikach, wzmocnionych kratownicą z rur. Wirniki były zaklinowane pod kątem 4°30’ do przodu. Każdy składał się z trzech łopat. Ich krawędź natarcia kryta była sklejką, a pozostała część płótnem.